# Vizio
Vizio是一個美國消費電子品牌，是一間發展消費電子的私人公司，總部位於美國加州爾灣。公司成立於2002年10月，初名V Inc.，是平板電視生產商。

## 歷史
公司成立於2002年，最初名為V Inc.，由王蔚、Laynie Newsome、Ken Lowe等三人以60萬美元共同創業。
2005年，瑞軒科技轉投資北美品牌VIZIO。
2006年，營業額達到七百萬美元。VIZIO北美排名進入前五強。
2007年，營業額更達到20億美元。2007年，瑞軒科技取得Vizio臺灣總代理與對台銷售業務。Vizio被廣為人知的是透過積極的定價策略推廣他們的高畫質電視以在市場上競爭。
2007年第三季，成為全美第一品牌。
2009年的第一季與第二季、以及全年度，VIZIO的電視在北美銷售達到市占第一，成為北美液晶電視第一大品牌。
2017年4月10日，原先欲併購Vizio的中國樂視因面臨嚴重財務風暴，宣布放棄併購。
2018年6月20日，台灣鴻海科技集團旗下的鴻海精密子公司AFE, INC.與群創光電，宣布投資入股Vizio，各投資以每單位價格48.52美元（折合新台幣1464.91元）持股，各持股為持股92萬7452股、51.52萬股，持股各比例4.14%、3.1%（持股比例總合合計為7.24%），金額將近新台幣20.93億元。突顯鴻海對於北美市場布局戰線由威斯康辛州面板廠、整機到品牌一條龍的局。